# Giovanni Bracco
Giovanni Bracco, född den 6 juni 1908 i Biella, död den 6 augusti 1968 i samma stad, var en italiensk racerförare.
Bracco tävlade med Lancia Aprilia vid tiden runt andra världskriget. Mellan 1950 och 1952 körde han sportvagnsracing för Ferrari. Största framgången blev segern i Mille Miglia 1952.